# هيو غيبونز
هيو غيبونز (بالإنجليزية: Hugh Gibbons)‏ هو لاعب كرة القدم الغالية وسياسي أيرلندي، ولد في 6 يوليو 1916 في جمهورية أيرلندا، وتوفي في 13 نوفمبر 2007. حزبياً، نشط في فيانا فايل. في الانتخابات العمومية الإيرلندية 1965 ‏، انتخب نائب دييل عن دائرة Roscommon (Dáil constituency) ‏ وقد انضم خلال فترته النيابية ‏ (21 أبريل 1965 – 21 مايو 1969) للكتلة البرلمانية فيانا فايل وفي الانتخابات العمومية الإيرلندية 1969 ‏، انتخب نائب دييل عن دائرة Roscommon–Leitrim (Dáil constituency) ‏ وقد انضم خلال فترته النيابية ‏ (2 يوليو 1969 – 5 فبراير 1973) للكتلة البرلمانية فيانا فايل وفي الانتاخابات العمومية الإيرلندية 1973 ‏، انتخب نائب دييل عن دائرة لونغفورد وستميث ‏ وقد انضم خلال فترته النيابية ‏ (14 مارس 1973 – 25 مايو 1977) للكتلة البرلمانية فيانا فايل.